# 陳夏莉妮
陳夏莉妮（Harmony Tan，又译谭恩以及哈莫尼·谭，1997年9月11日—）是一名法国女子网球运动员。
她在ITF女子巡回賽中赢得了8个单打冠军和1个双打冠军。
她拥有柬埔寨華人和越南血统。
在2022年温布尔登网球锦标赛，陳夏莉妮进入到第四轮，创下自己在大满贯单打的最好成绩，但也引入最大的争议。世界排名115的陳夏莉妮今年首次参加温布尔登网球锦标赛，在第一轮比赛中，她用时3小时10分钟以7-5、1-6、7-6(10-7)的超级抢七大战击败了复出的前赛会冠军塞雷娜·威廉姆斯，这是该赛事迄今为止历时最长的一场比赛。在那场马拉松比赛后，她在双打比赛前一个小时宣布退出，这让她的搭档塔玛拉·科尔帕奇在社交媒体上用强烈的情绪发帖表达了她对自己首次不能参加大满贯比赛的愤怒和失望，引起了巨大的争议，随后两人声称和解。在第二轮比赛中，她击败了莎拉·索里贝丝·托摩和本土选手凯蒂·博尔特，在第四轮中输给了阿曼达·阿尼西莫娃。

## 參看
1. 1 2  .   [2022-07-03]. （原始内容存档于2022-07-02）.
2. ↑  . hk.sports.yahoo.com.   [2022-07-03]. （原始内容存档于2022-07-02） （中文（香港））.
3. ↑  世界新闻网. . 世界新闻网.   [2022-07-03]. （原始内容存档于2022-07-04） （中文（臺灣））.
4. ↑  . Tennis Leader.   [2021-04-10]. （原始内容存档于2021-02-26） （法语）.
5. ↑  .   [2022-07-05]. （原始内容存档于2022-07-06）.
6. ↑  . 29 June 2022  [2022-07-05]. （原始内容存档于2022-07-12）.
7. ↑  . TheGuardian.com. 29 June 2022  [2022-07-05]. （原始内容存档于2022-07-13）.
8. ↑  . Wimbledon.com.   [2022-07-05]. （原始内容存档于2022-07-05）.